# Episodi di Kimba - Il leone bianco

## Prima serie
| Nº | Titolo italiano Giapponese 「Kanji」 - Rōmaji | In onda           | In onda |
| Nº | Titolo italiano Giapponese 「Kanji」 - Rōmaji | Giapponese        |         |
| 1  | Vai, leone bianco 「行けパンジャの子」 | 6 ottobre 1965    |         |
| 1  | Nella Grande Valle del Rift, ai piedi del Monte Luna, il re leone Panja scappa via. Il cacciatore Hammegg fa imbarcare su una nave la moglie di Panja, Eliza, che partorisce Kimba. Sette mesi prima dell'assassinio di Panja, Kimba ritorna alla sua terra natìa per governare nella giungla del padre. |                   |         |
| 2  | Il vento del deserto 「砂漠の風」 | 13 ottobre 1965   |         |
| 2  | Gli animali accolgono Kimba come loro re. Il giovane leone viene catturato da alcuni bracconieri (di cui la giungla ne é piena) ma, grazie alla spia Bouribal, riesce a evadere e a mettersi in salvo. Kimba esce poi vittorioso dallo scontro contro Toto e Bubu, nemici del padre, e la sua autorità viene riconosciuta dall'intero gruppo degli animali della foresta. |                   |         |
| 3  | La scuola degli animali 「動物学校」 | 20 ottobre 1965   |         |
| 3  | Caybos si oppone all'apertura di una scuola degli animali e trama di distruggerla. Suo malgrado, Kimba lo ferma appena in tempo. In seguito, Kimba farà la conoscenza di Roger Ranger che gli insegnerà il linguaggio degli umani. |                   |         |
| 4  | Tutti gli animali sono uguali 「猛牛サムソン」 | 27 ottobre 1965   |         |
| 4  | Il bufalo Samson fa un "regalo" a Kimba: gli dà tre muli in pasto. Panja infatti rubava gli animali d'allevamento (mucche, maiali e asini) per darli in pasto ai suoi compagni carnivori. Kimba declina l'offerta e porta avanti l'idea di una società in cui gli animali vivano in sintonia. Per incoraggiare l'amico Kimba, Mandy, Tommy e Coco entrano in possesso del mantello di Panja dalla tribù dei Donga e fanno credere a Kimba di essere il padre defunto. Quando l'inganno viene a galla, Kimba li perdona, felice che i suoi amici si trovino d'accordo con lui. Gli avidi umani giungono però per riprendersi la pelle di Panja, Kimba allora utilizza uno stratagemma: fa crollare il vecchio albero che sorreggeva le acque e la conseguente inondazione fa desistere i cacciatori. Samson, ferito durante combattimento, apprezza finalmente le nobili qualità dimostrate da Kimba. |                   |         |
| 5  | Il giocattolo della fiera 「まぶたの大陸」 | 3 novembre 1965   |         |
| 5  | Speedy aggredisce Kimba, in quanto gli è stato riferito che il padre di Kimba avesse avesse ucciso il nonno di Speedy, Quasimodo. In seguito scoprono che Quasimodo in realtà era fuggito e da allora viveva nel condotto fognario di Parigi. Speedy e Kimba decidono di trovarlo. |                   |         |
| 6  | La siccità 「飢えたサバンナ」 | 10 novembre 1965  |         |
| 6  | Durante la notte il "Cinghiale Rosso dei Fiumi" ha rubato in modo furtivo le riserve di erba della giungla. Il mattino seguente, pur contro la volontà di Kimba, la notizia del furto si diffonde e gli abitanti della giungla si precipitano a mangiar quello ch'è rimasto. Di fronte a ciò, Kimba decide di andare da solo nel deserto dei licaoni a prendere dei semi. |                   |         |
| 7  | La battaglia del fiume Donga 「ドンガの決斗」 | 17 novembre 1965  |         |
| 7  | Nella giungla arriva Laia, la futura moglie di Kimba (vedi Il Re della Giungla), la quale viene aggredita dal prepotente Bubu. Laia racconta che è anche lei è oramai orfana come Kimba. Intanto si fermerà un po' fino a quando non sarà guarita. Toto, Dick e Boe, seminano zizzania tra gli animali perché, secondo loro, dirà "Addio" al suo regno. Toto e Bubu prendono i peli di Kimba, ma, quando li scopre, lo buttano nel vulcano. Essendo Kimba l'unico animale col pelo bianco, le tane distrutte sono ricoperte dei peli di Kimba messi da Dick e Boe. Bubu si autoproclama un'altra volta re della giungla, ma Kimba esce vivo e vegeto dal vulcano. Laia è furba e si consegna a Bubu, perciò Kimba li sistema per bene perché è aiutato da Laia. Dopo di ciò, Kimba pensa malinconicamente alla sua bella famiglia che ha dovuto abbandonare. Abbandona anche Laia, e non vuole, perché era un'amica molto cara. |                   |         |
| 8  | L'invasione delle cavallette 「きちがい雲」 | 24 novembre 1965  |         |
| 8  | Kimba vuole a tutti i costi imporre ai felini di mangiare erba e tutto ciò che non sia carne. Neanche lui ci riesce perché neanche suo padre ci riuscì, ma lui non si abbatte di certo. Il giorno dopo dei corvi attaccano il raccolto e i felini corrono tutti per mangiarseli (Kimba escluso). Il Leopardo si arrabbia con Tommy e cerca di azzannarlo. Kimba li sistema per bene, ma è pervaso da una strana inquietudine: i suoi istinti più atavici e primordiali prendono il sopravvento e gli fanno compiere un gesto bruttissimo: sbrana una giraffa. Kimba si sveglia: era un incubo, ma si vergogna lo stesso. Poi vede i pipistrelli uscire: arrivano le cavallette, un disastro per il raccolto. Ma Tamasuke scopre che sono da mangiare: quindi costruisce una rete fatta col pelo degli animali e rinchiude le cavallette in una grotta. Così le riserve dei carnivori esisteranno da quel giorno in poi. |                   |         |
| 9  | La tigre volante 「翼ある王者」 | 1º dicembre 1965  |         |
| 9  | Artiglio è anziano, e ha deciso di restare nella giungla per continuare i suoi giorni cacciando. Vuole convincerlo a rinunciare, ma non ci riesce. Di notte, Romi ha perso sua madre e vede una strana figura dall'alto volare. Il giorno dopo Kimba è faccia a faccia con una tigre alata che vuole spodestare Kimba dal trono. Whinker è vittima di un esperimento del Dott. Bisto che ha asportato i nervi delle ali ad Artiglio. Kimba ci crede, ma, dopo che Whinker spunta fuori, il dottore si rompe un braccio e non lo può più operare. Kimba vince contro Whinker e convince il dottore a far ritornare tutto alla normalità. |                   |         |
| 10 | Le due menti 「ふたつの心」 | 8 dicembre 1965   |         |
| 10 | Da un elicottero cade una foto di Laia che corre via e Kimba è molto agitato. Kimba sente come un altro "lui" nella testa che dice di essere preoccupato per Laia. Quindi, va sul Monte Eva a trovare Laia e Coco racconta che il suo male mentale l'ha avuto anche Coco e suo padre Panja che hanno sofferto le pene d'amore per le loro fidanzate (nel caso di Panja anche moglie). Sul Monte Eva ci sono degli uomini che appiccano un incendio per girare un film. Laia la catturarono e Kimba la salvò ma gli umani volevano sparargli e colpirono Coco, che, per fortuna, si svegliò davanti a Kiki che aveva ormai anche lei una famiglia. Kimba è risollevato e sa che non ha nulla da temere. |                   |         |
| 11 | La riserva di caccia (prima parte) 「コンガ狩猟区 前篇」 | 15 dicembre 1965  |         |
| 11 | Stavolta Kimba deve vedersela con tre umani pericolosi: Il dottor Bazooka, Billy Billie, Il Grande Vusto. Sono stati tutti invitati nella riserva di caccia del Capitano Conga per la competizione di caccia. Ma Conga vuole Kimba a tutti i costi. Conga lo cattura e vince contro Billy che gli apre tutte le gabbie degli animali. Una volta usciti, sono inseguiti da Bazooka che scappa via per la loro vendetta. |                   |         |
| 12 | La riserva di caccia (seconda parte) 「コンガ狩猟区 後篇」 | 22 dicembre 1965  |         |
| 13 | Il coro della Giungla 「密林の大合唱」 | 29 dicembre 1965  |         |
| 13 | Hammegg ritorna per portare al suo capo delle bestie feroci. Nel frattempo c'è Kenichi che è triste, ma gli animali cantano assieme a lui e gli risollevano il morale. Quando finiscono, Hammegg e Catter escono dai cespugli e gli chiedono se avesse ammaestrato lui gli animali. Quando Kimba si presenta, si spaventano a morte perché nessuno ha mai visto un leoncino bianco che parla la lingua degli animali! Accettano subito, ma Kimba si ricorda che quei due avevano ucciso suo padre (vedi Vai, leone bianco), si avventa su di loro. Kenichi lo sgrida e se ne vanno senza di lui. Dati sonniferi agli animali, li portano via e anche Kenichi. Kimba e gli altri animali li attaccano e riportano tutti nella giungla. Catter ammira tanto Kimba e vuole restare con loro. Ma è nel mondo degli umani che farà del bene agli animali. |                   |         |
| 14 | La leggenda 「アンドロクレス物語」 | 5 gennaio 1966    |         |
| 14 | Come ogni anno, ogni leone rende omaggio a Marochi. Marochi, essendo estremamente ottuso, caccia via Kimba continuando a dire che è Ibrido, nonostante le obiezioni di Laia. Kenichi gli spiega che la sua è una dinastia antichissima e che non ha nulla da invidiare a quella di Marochi. Combattendo contro Liù si aggiudica il ben volere di Marochi. |                   |         |
| 15 | Le uova scomparse 「卵・卵・卵」 | 12 gennaio 1966   |         |
| 15 | Pulendo la giungla, Tachì butta per sbaglio le uova nel fiume e le volatili sono infuriati con lui. Sentendosi colpevole, Tachì corre con gli altri cuccioli nella Savana a riprenderli. Tommy dice a Kimba che sono andati nel Deserto e quando glielo dice è troppo tardi. Le uova stanno per finire nella cascata. Ma la bloccano e prendono finalmente tutte le uova. Le volatili si prendono tutte le uova, ma ne resta uno solo che, non trovato il proprietario, tocca a Kimba lo strano compito di covarlo. L'uovo è di un alligatore che se lo riprende molto violentemente. Ororo, però, ha preso per sbaglio un uovo di struzzo, che Kimba restituirà alla legittima proprietaria. |                   |         |
| 16 | I diamanti nella pancia di Gruff 「燃える河」 | 19 gennaio 1966   |         |
| 16 | Un aereo si libera dei bagagli tra cui una valigia di diamanti dei contrabbandieri Min e Nasty, che finisce sulla giungla. Nella giungla, Hully trova una tanica di benzina e la beve. I suoi genitori pensarono che erano stati gli altri ad avvelenarlo e li intrappolarono su un isolotto. Nim e Nasty, intanto, sono scesi con l'elicottero e la valigia di diamanti non si trovava più perché l'aveva mangiata Gruff. Kenichi e Kimba prendono delle bombole d'ossigeno e, ad uno ad uno prendono i cuccioli intrappolati e li portano a riva. Quando gli alligatori avanzano, Coco dice agli uomini che i diamanti li ha ingoiati Gruff, e che basterà squartarlo per riprenderli. Kimba è furioso contro Coco e, per fortuna, dopo parecchie peripezie, riesce a salvare gli alligatori. |                   |         |
| 17 | Amico avvoltoio 「無気味な青蛇」 | 26 gennaio 1966   |         |
| 17 | A nessuno piace l'odore di un avvoltoio e specialmente quello di Cuncun, che Kimba riesce a consolare. Ma il problema è un altro: un serpente blu, Nura, che ipnotizza gli animali e vuole diventare a tutti i costo il Re della Giungla di Panja. Nura prende il controllo dei volatili che perdono l'effetto a causa dell'odore di Cuncun. A questo punto Kimba batte Nura su tutti i fronti, ma solo grazie a Cuncun |                   |         |
| 18 | Il Mostro Nero 「ベラと勲章」 | 2 febbraio 1966   |         |
| 18 | Gargoyle aiuta sempre tutti e si è messo in testa di aiutare Tommy all'Ufficio Postale. Quando arriva la madre se ne scappa perché dice che è molto brutto ed è scappato perché sua madre non veda il suo brutto muso. Coco trova una medaglia e così fondano "L'animale dell'anno". Intanto la banda di Hauler corre a fare razzie e Kimba non riesce a fermarli. Ci riprova anche con Gargoyle e vengono finalmente sconfitti. |                   |         |
| 19 | Il mistero del villaggio abbandonato 「開かずの小屋」 | 9 febbraio 1966   |         |
| 19 | Bubu vuole mettere in trappola Kimba dicendogli che sarebbe diventato suo amico se fosse andato al villaggio abbandonato. Toto, Dick e Boe attaccano Speedy che si ferisce a una zampa. In quel momento passa la limousine della signora Vera Snobbish e i suoi figli Minnie e Ignazio. Kimba chiede se hanno della penicillina e Ignazio cura Speedy. Rocky e Rolly salgono sulla capanna in cima al villaggio per dormire. Ma ad aspettarli c'è qualcuno. È Leona, la sorella mai conosciuta di Kimba. E Leona gli racconta la storia di suo padre. Il giorno dopo, Bubu fa razzie nella limousine degli Snobbish e Kimba gli dà una bella lezione. Lasciata la sorella al tempio, Kimba ritorna nella giungla di suo padre. |                   |         |
| 20 | Un ristorante nella giungla 「レストラン騒動」 | 16 febbraio 1966  |         |
| 20 | Per mangiare un po' d'erba, bisogna quasi sempre azzuffarsi e un re che si rispetti dovrebbe intervenire. Ma Pagula è contrario, perché Kimba ha rubato la "sua" erba, e non deve passarla liscia. Pagula vuole distruggere il ristorante da Coco, ma non lo fa, perché agirà successivamente. Nonostante ciò, quando ci si mette anche Caybos, Pagula difende Kimba dicendogli che Caybos è troppo forte per lui e, che se vuole, combatte lui al suo posto. Kimba rifiuta, perché è sempre sicuro di vincere. Vince, infatti, e Pagula lo rispetta per la sua determinazione, anche se non comprenderà mai i principi degli umani. |                   |         |
| 21 | La rivincita 「帰って来たサンディ」 | 23 febbraio 1966  |         |
| 21 | In passato, Mandy combatté con un certo Sandy per il "governo" dei mandrilli. Ai tempi Mandy era nel fiore degli anni e Sandy solo un pivello. Ma adesso Mandy è più anziano e Sandy ha i suoi metodi. Kimba non vuole assolutamente che Mandy combatta con lui, perciò lo rinchiude in una grotta, anche se poi riuscirà a fuggire. Sandy incanalerà lo zolfo per mandarlo nella giungla. Ma gli animali riescono a vincerlo anche se lui promette che ritornerà. |                   |         |
| 22 | L'albero della medicina 「バーシィとっつぁん」 | 2 marzo 1966      |         |
| 22 | A causa di un'epidemia mortale, chiamata "peste animale" dagli umani, condurrà Kimba e il vecchio Barsi sulle Guglie rocciose per prendere la medicina che curerà questo disastro. Tornati nella giungla, curano tutti gli animali, ma, quando si decide di fare una festa in onore di Barsi, si scopre che questi ha la malattia. Kimba decide di andare lui e, con molte difficoltà, giungerà sano e salvo nella giungla di suo padre che lo accoglierà a braccia aperte. |                   |         |
| 23 | La cavalletta gigante 「大怪虫」 | 9 marzo 1966      |         |
| 23 | Una cavalletta gigante, ingrandita dalle radiazioni, intenta a distruggere la giungla, viene fermata da Kimba che avrà mille scrupoli di coscienza, nonostante abbia minacciato la sua stessa vita. Kenichi gli fa capire che era un mostro e che a tutti i costi si doveva abbattere. Non basta a consolare il morale del leoncino. |                   |         |
| 24 | La maga della foresta 「森のマミー」 | 16 marzo 1966     |         |
| 24 | Avendone piene le tasche del suo concorrente, Toto va da una vecchia rapace, Maga, a chiedergli di avvelenare Kimba proprio durante la feste in onore di suo padre. Riuscito il colpo, gli animali non demordono e Maga ha qualche scrupolo di coscienza: indirizza Dick e Boe a dare un altro "veleno" a Kimba perché era solo addormentato. Il "veleno" fa effetto e Kimba si risveglia. Rimessosi in marcia, Bubu & co. finiscono trascinati via dalla corrente per via di Kimba. La festa di Panja, poi, avrà finalmente inizio: Panja in alto e Kimba due gradini più sotto. |                   |         |
| 25 | Troppi elefanti 「子象ジャンボ」 | 23 marzo 1966     |         |
| 25 | A causa dell'arrivo del Prof. Baffone nella giungla, Kimba viene a conoscenza che nella riserva di caccia abbattono gli animali feroci. Kimba vuole salvare gli elefanti, ma quei testoni non lo danno retta e, quando ritorna, è troppo tardi. Si salvano solo Peewie e sua madre. |                   |         |
| 26 | Verso la rivolta 「平和の肉」 | 30 marzo 1966     |         |
| 26 | Lo zio di Tachì, di Speedy e di tutti i cuccioli, è estremamente contrario al fatto che non si debbano comportare come dei carnivori e da quel giorno parte la rivolta contro Kimba. Un amico di Kenichi, Cal, che è venuto per completare il sostituto della carne con l'albero Tico Cico. Kimba l'aiuterà e la rivolta sarà debellata |                   |         |
| 27 | Le bugie del Camaleonte 「悲しいカメレオン」 | 6 aprile 1966     |         |
| 27 | Bero è abituatao a dire bugie e Kimba lo perdona sempre, ma, quando dice una bugia su Laia, non ci vede più e lo caccia. Bero va da Gabu a sfidarlo e, quando Kimba ritorna divorato dai sensi di colpa, Gabu se ne va dicendo che voleva eliminare Bero quando adesso ha un debito. Bero ha finalmente perso l'abitudine di mentire, |                   |         |
| 28 | Il puma 「山猫ミュー」 | 13 aprile 1966    |         |
| 28 | Miù si comporta male perché ha perso la mamma e Kimba cerca di "aiutarlo". Ma il troppo stroppia e Miù ha capito che non si deve essere troppo prepotenti. |                   |         |
| 29 | L'incubo narciso 「食獣花アラウネ」 | 20 aprile 1966    |         |
| 29 | Un narciso "vivente" cresciuto in modo sproporzionato, emana strani profumi che fanno uscire fuori di senno gli animali. Kimba e Sniffer lo trovano, ma il narciso si brucia perché colpito da un fulmine mentre li aveva intrappolati. Si scopre che il dottor Bender Spless è il colpevole del misfatto e Kimba esce fuori dai gangheri. Ma un altro incubo narciso spunta procurando altri enormi. |                   |         |
| 30 | Avventura in città 「追跡旅行」 | 27 aprile 1966    |         |
| 30 | Lo zio Marochi è così decrepito che Kimba sbaglia a lottare per farlo sembrare in forma. Quando lo scopre, Marochi e Laia si arrabbiano un casino. Ma Marochi è ottuso, e attacca una jeep dove asfissiato per pochi minuti. Rimasto offeso, li segue fino ad arrivare in città e Kimba e Laia lo seguono a ruota. Fuggono tutti terrorizzati alla vista di un leone e partono subito le sparatorie. Ma è su un treno a Kampala che inizia il guaio. Marochi viene inseguito dal trio su un camion guidato da una sentinella che poi finisce mezzo fracassato ed arrivano sfiatati a Jinja. A Jinja Marochi fu catturato, perché durante il viaggio tracannò due damigiane di Whisky. Fu trasportato in nave da Mombasa per arrivare allo zoo di Antananarivo. Quando, sulla nave attacca Mr. Scottfrish, Kimba lo tramortisce per calmarlo e poi capisce, finalmente, che non è né vecchio, né miserabile. |                   |         |
| 31 | Un'avventura da leggenda 「死びと洞の謎」 | 4 maggio 1966     |         |
| 31 | Si dice che Timbuctu, la città dorata, esisteva sulle sponde del fiume Niger. Ma, in realtà, esiste in un altro posto, non lontano dalla giungla di Kimba. Si trova nella Grotta delle Tenebre. Kimba, Tachì e gli altri, vogliono fare una prova di coraggio: nessuno se la sente di entrare. Ma, a un certo punto, Dick e Boe, involontariamente, scappano dentro la grotta, e tocca a Kimba cercarli. Si dimostrano due ipocriti che rimpiangono di aver scartato Kimba. Lui non ci fa caso.Arrivano dentro la città, protetta da una tartaruga gigante. Poi, degli spari, fanno crollare la già precaria città e Kimba e i due riescono ad uscire appena in tempo. Ma la tartaruga del faraone non ce l'ha fatta. |                   |         |
| 32 | L'ultimo bracconiere 「最後の密猟者」 | 11 maggio 1966    |         |
| 32 | Menam è un ranger che cerca di dare la caccia ai bracconieri. Primo, e forse unico, è l'Uomo Mascherato, un individuo che va in gira sulla sua motocicletta con una maschera africana in faccia: questi è il peggior bracconiere a cui Menam dà la caccia. Menam e Kimba, attaccano un campo dove si erano stabiliti temporaneamente i bracconieri. I bracconieri catturati, furono messi a lavorare alla costruzione dell'Autostrada dell'Uganda. Poco dopo, in un villaggio abbandonato, vengono attaccati, ma circondati dai ranger subito dopo. Quando l'Uomo Mascherato attacca l'Autostrada, i ranger decidono di affrontarli secondo il piano del leoncino: una volta catturati Tommy e Coco, i ranger giungono alla base e si scopre che l'Uomo Mascherato ha un capo. Kimba si avventa sul capo che lo insegue fino al punto dove L'Uomo Mascherato e Menam sono fermi; il capo, rincorso da Kimba, inciampa e cade su Menam, che spara accidentalmente un colpo: il colpo colpisce l'Uomo e lo uccide. Ma anche il capo cerca di farla franca, ma Kimba glielo impedisce.                                      |                   |         |
| 33 | La Giustizia della Giungla 「牙なしヒューク事件」 | 18 maggio 1966    |         |
| 33 | Alberto è accusato di aver ucciso Arold, e viene condotto nel tribunale, presieduto da Mandy. Kimba lo vuole far collaborare, ma il testone si mette a dormire. Dopo che Mandy esprime la sentenza, cerca di evitarla, ma invano. Kimba cerca poi prove e testimoni per scagionare Alberto. E ci riesce. |                   |         |
| 34 | Il contrattacco della pantera (prima parte) 「黒豹トットの逆襲 前篇」 | 25 maggio 1966    |         |
| 34 | Quando Kimba costruisce il Parco dei Divertimenti, Bubu ne reclama il territorio. Così Toto, Dick e Boe, con la scusa di esser diventati buoni convincono gli altri a farli lavorare. Kimba li accetta, ma catturano Laia, e così lo insegue fino ad nan grotta dove, nonostante Toto fosse in nettissimo vantaggio, vince Kimba. Toto non ha il coraggio di affrontare la collera di Bubu e gli chiede di nuovo umilmente di tornare. A Kimba sembrano sinceri, e li accoglie. E così fu veramente. Ma, quando il Parco fu finito, durante il collaudo della Montagna Russa, quattro ombre la sabotano, e Kimba e Laia finiscono a terra: Laia indenne, ma Kimba schiacciato da un vagone. |                   |         |
| 35 | Il contrattacco della pantera (seconda parte) 「黒豹トットの逆襲 後篇」 | 1º giugno 1966    |         |
| 35 | Laia veglia Kimba affettuosamente, e, quando si risveglia, Mandy lo avvisa che Toto e Bubu hanno imprigionato tutti gli animali nel Parco e che libererà solo se se ne andrà. Kimb, infatti, se ne va. Bubu fa poi lo sdolcinato con Laia, ma lo rifiuta in continuazione, Preso dalla collera, Bubu ordina alle quattro ombre di eliminarlo. Le ombre vanno da Kimba, ma Kimba le batte. In quel mentre, Laia scatena una rivoluzione nel Parco e la comanda, fino alla vittoria con l'arrivo del cugino.Bubu, umiliato, se ne ritorna sulle "sue" colline. |                   |         |
| 36 | Il Mostro della Valle Pietrificata 「マスク谷の怪物」 | 8 giugno 1966     |         |
| 36 | Charley e Harley (Chita e Tamasuke nel 1º doppiaggio), vogliono fare una stupida prova di coraggio nella Valle Pietrificata. Il mostro che vi abita, però, non è cattivo, perciò Kimba lo porta con sé nella giungla. Ma a causa della sua goffaggine, a malincuore lo riporta indietro. Si trovano, però, nella stagione delle piogge, e, una valanga, fa cadere Colosso dalla montagna. |                   |         |
| 37 | La Valle degli Ippopotami 「ほえる魔像」 | 15 giugno 1966    |         |
| 37 | Da giorni un caldo tremendo infuria sulla giungla. Si ha perciò l'idea di scavare un affluente artificiale. Ma esiste già: è la Valle degli Ippopotami. La valle è però un luogo sacro per gli ippopotami. Comunque Baccass vuole ragionare, ma Zubi glielo impedisce: aggredisce Kimba e Laia. Quando Baccass viene rinsavito da Romi, è lui stesso a distruggere gli idoli nella valle. Finalmente allagano la valle e la Fattoria andrà meglio. |                   |         |
| 38 | Il vulcano del lago 「火山湖島」 | 22 giugno 1966    |         |
| 38 | Kimba e gli altri hanno fatto un'aquascivolo in una zona dove dovrebbero abitare una coppia di rinoceronti. Caybos si ribella, e riprende come al solito la solita frase che Kimba assomiglia agli uomini (sopra citata). Dopo il combattimento di Caybos e Kimba, i vulcani del lago stanno per eruttare e le creature sul lago sono in grave pericolo. I pesci vanno controcorrente ma gli animali, Caybos compreso, vengono salvati dalla zattera di Kimba. Caybos, allora, cambierà l'atteggiamento verso Kimba, ma non cambierà l'idea sugli esseri umani. |                   |         |
| 39 | Attenti alle antilopi 「狂気の季節」 | 29 giugno 1966    |         |
| 39 | Le antilopi in corsa, sono tremende e non c'è verso di fermarle. Garagò racconta a Kimba che, una volta, si buttarono tutti in mare. A questo pensiero il leoncino si rattrista, ma Mandy gli tira su il morale. Così costruiscono una barricata che, purtroppo non funziona. Si salvano solo sei antilopi. |                   |         |
| 40 | Il cucciolo di struzzo 「草原の暴れん坊」 | 6 luglio 1966     |         |
| 40 | Mabo è testone e non sa che ogni volta che va da Kimba per giocare, suo nonno crede sempre che l'abbia rapito. Solo ala fine il nonno capirà le buone intenzioni di Mabo, e chiede a Kimba se può tenerlo con sé nella giungla. Ovviamente accetta molto volentieri di istruirlo nella scuola. |                   |         |
| 41 | Via dalla Giungla 「さすらいの死神」 | 13 luglio 1966    |         |
| 41 | I Signori dell'Oscurità (Dave, un elefante, Sammy, un leone di montagna e Juilnjo un babbuino) sono tre animali presuntuosi, forti e insopportabili che vogliono, a tutti i costi far lavorare gli animali come schiavi. Kimba non riesce a fermarli, e perciò gli animali decidono di trasferirsi in un'altra giungla. Ma, quando attuano il piano, Coco resta indietro e viene catturato. Così, Kimba, lo salva e caccia via i Signori. |                   |         |
| 42 | La mongolfiera esplosiva 「わんぱく作戦」 | 20 luglio 1966    |         |
| 42 | Nella giungla c'è una mongolfiera. I cuccioli salgono sopra e vanno verso nord oltre l'equatore. Atterrano, però, sulla casa di un cieco, Yero Goamo, il quale chiede agli animali se possono spedire una lettera a suo figlio Mezzapinta. Kimba gliela manda, e scopre che Mezzapinta è il padrone della mongolfiere che contiene un esplosivo. Così, quando la riprendono, esplode. Mezzapinta ritorna, poi, a casa. |                   |         |
| 43 | Il Mostro della Montagna 「怒りのチミセット」 | 27 luglio 1966    |         |
| 43 | Kimera è, in realtà, un orso che ruba sempre il bestiame nel villaggio dell'Atlante. Kimba e Chita vanno ai piedi del Monte Atlante per fermare Kimera. Kimba ci riesce, in quanto Kimera è in realtà una mamma che sfama suo figlio. |                   |         |
| 44 | La Valle dell'Arcobaleno 「虹の谷」 | 3 agosto 1966     |         |
| 44 | Kimba e gli altri vogliono andare nella Valle dell'Arcobaleno a vedere l'arcobaleno. Così, mandando Kenichi in avanscoperta, viene catturato da Pagula, perché, per andare alla valle, bisogna attraversa re la Foresta del Non Ritorno, il cimitero degli elefanti. Pagula gli dice che, se resistono nel lago di melma per dieci giorni, avranno libero il passaggio e indietro Kenichi. Quando sono nel lago, Kimba racconta la storia di quando arrivò a Lisbona. Lì fece conoscenza di Kenichi e del Professor Baffone, seppe che ci sono umani buoni e cattivi, e tante altre cose. Raccontò anche il pasticcio che combinò nell'Hotel, dello zoo, ecc. Comunque, alla fine dei dieci giorni, furono liberi e poterono andare nella Valle. |                   |         |
| 45 | La Giungla è in pericolo 「まぼろしの山」 | 10 agosto 1966    |         |
| 45 | Conga vuole ampliare il territorio di caccia con dei maledetti ippopotami meccanici, che, grazie ad un genio di Kenichi, viene respinto. Sulla via del ritorno "incontra" il Prof. Baffone, che si eccita vedendo che è Maria (citazione), ma lei non dice niente. Baccass era lì, e va a riferire a Kenichi e Kimba che è lì il Prof. Quando Kenichi va da lui, Garagò riprende Kimba dicendogli che deve preparare un attacco sennò Conga conquisterà la Giungla. Viene la notte e il Prof. riesce a scappare dalla gabbia con cui Conga lo aveva rinchiuso, ma poi zio e nipote vengono ingabbiati. Ribadisce il concetto che Maria è in realtà Conga, ma non si ricorda per via dell'incidente (vedi 3.1). Nonostante Kenichi suona il flauto, ella non si ricorda, e avanza contro Kimba. Gli aizza contro una cinquantina di felini che lo devono portare, vivo o morto. Costretto a portarli su un isolotto, dopo un po' scende la neve assieme a Mamma Mut (uguale alla puntata "Il richiamo") che manda via Conga. Alla fine il Capitano riprenderà la memoria e Kenichi se ne ritornerà a Lisbona con suo zio. |                   |         |
| 46 | Ritorno al passato 「町から来たジェーン」 | 17 agosto 1966    |         |
| 46 | Nella Giungla ritorna Jane, la sorella di Tachì, che causerà ben parecchi problemi nella Giugnla col suo comportamento da cittadina viziata. Si aggiungeranno poi l'invasione delle formiche che si concluderà col salvataggio di Tachì e il collasso temporaneo di Kimba. Nonostante questo, Jane non cambia il suo comportamento da cittadina viziata e Mandy la riprende sempre (citazione). |                   |         |
| 47 | La ragnatela gigante 「まだらグモ」 | 24 agosto 1966    |         |
| 47 | Un ragno gigante intrappola tutti gli abitanti della giungla, Kimba e gli altri trovano sicuro rifugiarsi in una grotta. Quando Mandy e Kimba devono ritornare nella giungla, quest'ultimo viene punto da una mosca tze-tze, perdendo così conoscenza. Così a Kimba viene l'idea da una frase di Mandy (citazione): cercano di accerchiare il ragno gigante con le mosche, cosicché il veleno lo uccida. Ciò funziona e uccidono il ragno. |                   |         |
| 48 | L'incendio 「赤い牙」 | 31 agosto 1966    |         |
| 49 | L'Albero del Sole Nascente 「朝日をまねく木」 | 7 settembre 1966  |         |
| 50 | Il Soldato di Ventura 「冒険家オットー」 | 14 settembre 1966 |         |
| 51 | Gli antenati di Kimba 「ナイルの大神殿」 | 21 settembre 1966 |         |
| 52 | Coda argentata il traditore 「人喰いライオン」 | 28 settembre 1966 |         |

## Seconda serie
| Nº | Titolo italiano Edizione Telecinema 2001 (1982) - Edizione Merak Film (1999) Giapponese 「Kanji」 - Rōmaji | In onda          | In onda |
| Nº | Titolo italiano Edizione Telecinema 2001 (1982) - Edizione Merak Film (1999) Giapponese 「Kanji」 - Rōmaji | Giapponese       |         |
| 1  | Il re della giungla - Il re della foresta 「白い王者」 - Shiroi ōja                                        | 5 ottobre 1966   |         |
| 2  | La disposizione del territorio - La sfida 「大草原の対決」 - Dai sōgen no taiketsu                         | 12 ottobre 1966  |         |
| 3  | Il leone blu - Il leone azzurro 「青いたてがみのザンバ」 - Aoi tategami no zanba                           | 19 ottobre 1966  |         |
| 4  | L'ultima caccia dei pigmei - Mai più nemici 「ピグミーの死の祭り」 - Pigumii no shi no matsuri             | 26 ottobre 1966  |         |
| 5  | La prima avventura - Kimba diventa papà 「ルネの冒険旅行」 - Rune no bōken ryokō                           | 2 novembre 1966  |         |
| 6  | Dombé il gorilla gigante - Il gorilla gigante 「巨獣ドンベ」 - Kyoshishi Donbe                             | 9 novembre 1966  |         |
| 7  | L'arco dorato - Alla ricerca dell'arco dorato 「黄金の弓」 - Ōgon no yumi                                  | 16 novembre 1966 |         |
| 8  | Il Segreto della Pietra del Chiaro di Luna - Luce di luna 「月光石の秘密」 - Gekkōseki no himitsu          | 23 novembre 1966 |         |
| 9  | I falconi uccelli migratori - Ospiti indesiderati 「恐怖の鳥」 - Kyōfu no tori                             | 30 novembre 1966 |         |
| 10 | Rick il licaone - Quando vince l'amicizia 「リカオンは啼かず」 - Rikaon wa nakazu                          | 7 dicembre 1966  |         |
| 11 | La pelliccia di Panja - Ai confini della città 「パンジャ街へ行く」 - Panja gai e iku                      | 14 dicembre 1966 |         |
| 12 | I cacciatori - Salvate gli elefanti 「密猟者の森」 - Mitsuryō-sha no mori                                  | 21 dicembre 1966 |         |
| 13 | Il duello nella Valle di Lubar - Il duello 「ルバー谷の決闘」 - Rubar tani no kettō                        | 28 dicembre 1966 |         |
| 14 | n.d. - Missione fra i ghiacci 「吠える氷河」 - Hoeru hyōga                                                 | 4 gennaio 1967   |         |
| 15 | La tomba solitaria - La giraffa 「ひとりぼっちの墓」 - Hitori bocchi no haka                               | 11 gennaio 1967  |         |
| 16 | Lily il leopardo nero - Le amiche 「密林の黒い牙」 - Mitsurin no kuroi kiba                                | 18 gennaio 1967  |         |
| 17 | Le cascate del diavolo - La cascata 「悪魔の滝」 - Akuma no taki                                           | 25 gennaio 1967  |         |
| 18 | Il mostro nero - Il mostro di ferro 「機関車騒動」 - Kikansha sōdō                                         | 1º febbraio 1967 |         |
| 19 | La casa nella foresta - La casa degli animali 「石のとりで」 - Ishi no toride                              | 8 febbraio 1967  |         |
| 20 | Il precipizio bianco - La diga 「白い絶壁」 - Shiroi zeppeki                                               | 15 febbraio 1967 |         |
| 21 | Il traditore - L'oro delle iene 「ジャングルを売った奴」 - Janguru o utta yatsu                            | 22 febbraio 1967 |         |
| 22 | La roccia candela - Il lungo cammino 「象の墓場」 - Zō no hakaba                                           | 1º marzo 1967    |         |
| 23 | Lupo argentato - Prigioniera dei lupi 「銀色の狼」 - Gin Iro no ōkami                                      | 8 marzo 1967     |         |
| 24 | Le avventure nell'Isola Vulcanica - Il mostro del vulcano 「火山島の冒険」 - Kazan Shima no bōken          | 15 marzo 1967    |         |
| 25 | Le macchie mortali - Allarme! 「王城に陽は昇る」 - Ōjō ni hi wa noboru                                     | 22 marzo 1967    |         |
| 26 | Il Segreto del Monte Luna - Le montagne della luna 「ムーン山よ永遠に」 - Mūn yama yo eien ni              | 29 marzo 1967    |         |

## Terza serie
| Nº | Titolo italiano Giapponese 「Kanji」 - Rōmaji   | In onda           | In onda |
| Nº | Titolo italiano Giapponese 「Kanji」 - Rōmaji   | Giapponese        |         |
| 1  | È nato un re 「誕生」                           | 12 ottobre 1989   |         |
| 2  | La promessa 「約束」                            | 19 ottobre 1989   |         |
| 3  | Il Viaggio 「旅立ち」                           | 26 ottobre 1989   |         |
| 4  | Tanti amici per Kimba 「友達」                  | 2 novembre 1989   |         |
| 5  | Di nuovo a casa 「故郷」                        | 9 novembre 1989   |         |
| 6  | Gli intrusi 「侵入者」                          | 16 novembre 1989  |         |
| 7  | Una prova di coraggio 「勇気」                  | 23 novembre 1989  |         |
| 8  | Un saggio consiglio 「忠告」                    | 30 novembre 1989  |         |
| 9  | L'uragano 「仲間」                              | 7 dicembre 1989   |         |
| 10 | Una leonessa molto famosa 「自由」              | 14 dicembre 1989  |         |
| 11 | La legge della giungla 「森の掟」               | 21 dicembre 1989  |         |
| 12 | L'aquila che non sapeva volare 「赤い翼」       | 28 dicembre 1989  |         |
| 13 | Il richiamo 「予言」                            | 4 gennaio 1990    |         |
| 14 | Natura selvaggia 「野性」                       | 11 gennaio 1990   |         |
| 15 | Terremoto 「失敗」                              | 18 gennaio 1990   |         |
| 16 | Giorni travagliati 「白い獣」                   | 25 gennaio 1990   |         |
| 17 | Il leone solitario 「誇り」                     | 1º febbraio 1990  |         |
| 18 | I ghepardi 「闘志」                             | 8 febbraio 1990   |         |
| 19 | La solitudine 「生命(いのち)」                  | 15 febbraio 1990  |         |
| 20 | Un vero leader 「指導者」                       | 22 febbraio 1990  |         |
| 21 | Finalmente a casa 「帰郷」                      | 1º marzo 1990     |         |
| 22 | Un nuovo incontro 「再会」                      | 8 marzo 1990      |         |
| 23 | La migrazione 「移住」                          | 15 marzo 1990     |         |
| 24 | Il significato dell'amicizia 「友情」           | 22 marzo 1990     |         |
| 25 | Il rapimento (prima parte) 「犠牲 前編」        | 29 marzo 1990     |         |
| 26 | Il rapimento (seconda Parte) 「犠牲 後編」      | 5 aprile 1990     |         |
| 27 | Arrivederci 「惜別」                            | 12 aprile 1990    |         |
| 28 | Un vero amico 「面影」                          | 19 aprile 1990    |         |
| 29 | Liberi! 「保護」                                | 26 aprile 1990    |         |
| 30 | Piante preziose 「冒険」                        | 3 maggio 1990     |         |
| 31 | Per chi ama la natura 「信頼」                  | 10 maggio 1990    |         |
| 32 | Ciak nella giungla 「自然」                     | 17 maggio 1990    |         |
| 33 | Padri e figli 「楽園」                          | 24 maggio 1990    |         |
| 34 | Ritorno alla preistoria 「幻の時」              | 31 maggio 1990    |         |
| 35 | Pericolo dal cielo 「脅威」                     | 7 giugno 1990     |         |
| 36 | L'amuleto 「和解」                              | 14 giugno 1990    |         |
| 37 | Sulle tracce di papà 「父親」                   | 21 giugno 1990    |         |
| 38 | Un nuovo amico 「親友」                         | 28 giugno 1990    |         |
| 39 | Stelle cadenti 「悪夢」                         | 5 luglio 1990     |         |
| 40 | I tre fratelli 「脱出」                         | 12 luglio 1990    |         |
| 41 | La battaglia dei leoni 「予感」                 | 19 luglio 1990    |         |
| 42 | Piani di conquista 「共存」                     | 26 luglio 1990    |         |
| 43 | Un nuovo attacco 「決意」                       | 2 agosto 1990     |         |
| 44 | Nubi all'orizzonte 「潜入」                     | 9 agosto 1990     |         |
| 45 | Consigli preziosi 「再生」                      | 23 agosto 1990    |         |
| 46 | Il leone più coraggioso 「憧憬」                | 30 agosto 1990    |         |
| 47 | Chi trova un amico... 「栄冠」                  | 6 settembre 1990  |         |
| 48 | La grande fuga 「挑戦」                         | 13 settembre 1990 |         |
| 49 | La rivalsa degli animali 「結集」               | 20 settembre 1990 |         |
| 50 | Vittoria 「勝利」                               | 27 settembre 1990 |         |
| 51 | Per sempre felici (prima parte) 「調和 前編」   | 4 ottobre 1990    |         |
| 52 | Per sempre felici (seconda parte) 「調和 後編」 | 11 ottobre 1990   |         |